# Кг (диграф)
кг — диграф, що використовувався в кирилиці. Складається з двох окремих кириличних літер к і г. Існував для позначення звуку ґ у пам'ятках староукраїнської мови (кгвалт, кгрунт, Кгедимінович, Скиркгайло, розкга, мозкгови). Вживали його і за пізніших часів, хоч дедалі рідше. У XIX столітті на цю давню традицію орієнтувалися лише поодинокі автори — Олексій Павловський у першій граматиці живої української мови (1818), С. Писаржевський (1840), видавці альманаху «Молодик» (1843), «Записок» Південно-західного відділу Російського географічного товариства (1873) та видавець Іван Бецький (1843).